# Похвала Исланду
„Похвала Исланду” је југословенски ТВ филм из 1973. године. Режирао га је Боро Драшковић који је написао и сценарио.

## Занимљивости
- Филм је настао за време Драшковићевог боравка на Исланду где је био дошао пратити знаменити шаховски меч између Бобија Фишера и Бориса Спаског.
- У последњој сцени филма Живот је леп (1985) Бора Драшковића појављује се управо исечак из овог документарног филма. У том исечку се виде ловци на китове на Гренланду, како је Боро Драшковић рекао у једном од својих интервјуа.